# Liste der Kulturdenkmale in Streitwald (Frohburg)
In der Liste der Kulturdenkmale in Streitwald sind die Kulturdenkmale des Frohburger Ortsteils Streitwald verzeichnet, die bis Juni 2024 vom Landesamt für Denkmalpflege Sachsen erfasst wurden (ohne archäologische Kulturdenkmale). Die Anmerkungen sind zu beachten.
Diese Aufzählung ist eine Teilmenge der Liste der Kulturdenkmale in Frohburg.

## Streitwald
| Bild                                    | Bezeichnung                                         | Lage                         | Datierung             | Beschreibung | ID       |
| --------------------------------------- | --------------------------------------------------- | ---------------------------- | --------------------- | --- | -------- |
| Weitere Bilder                          | Schloss Wolftitz                                    | Am Schloß 2 (Karte)          | 1460–1480             | Die Dreiflügelanlage des 15. bis 17. Jahrhunderts mit wertvoller Ausstattung ist baugeschichtlich, ortsgeschichtlich und kunstgeschichtlich von Bedeutung. Die Anlage besteht aus zwei rechtwinklig zueinander stehenden Wohnflügeln mit steilen Satteldächern und Giebeln, der Südflügel mit einem oktogonalen Treppenturm. Ein barockes Wirtschaftsgebäude mit Mansarddach, durchgehender Galerie, in den Schlusssteinen befinden sich mehrere Wappen der Familie Einsiedel bezeichnet mit 1626 (Schild mit Federbusch). | 09256799 |
| Direkt Bild zu diesem Denkmal hochladen | Ehemaliger Gasthof, daran anschließend die Schmiede | Am Schloß 5 (Karte)          | Mitte 19. Jahrhundert | Der Fachwerkbau ist ortsgeschichtlich und heimatgeschichtlich von Bedeutung. Ein zweigeschossiges Gebäude mit Fachwerk-Obergeschoss, gegenüber dem Schloss, neben dem Friedhof (ohne Nummer). | 09259697 |
|                                         | Gasthof Jägerhaus                                   | Kohrener Straße 28 (Karte)   | Um 1850               | Ein typischer alter Gasthof aus der Mitte des 19. Jahrhunderts mit Krüppelwalmdach und einem schlichten rechteckigen Baukörper, die Fenster und Türen mit Porphyrtuffgewänden sowie ursprünglicher Gliederung erhalten. Ortsgeschichtlich von Bedeutung. | 09257893 |
| Direkt Bild zu diesem Denkmal hochladen | Wohnhaus                                            | Kohrener Straße 36 (Karte)   | Um 1830               | Der Fachwerkbau ist baugeschichtlich von Bedeutung. Ein langgestrecktes, giebelständig stehendes Wohnhaus mit Zwerchhaus und Fachwerk-Obergeschoss. | 08971459 |
| Direkt Bild zu diesem Denkmal hochladen | Wohnstallhaus und Scheune eines Bauernhofes         | Wolftitzer Straße 30 (Karte) | Um 1890               | Das Gebäude der Gründerzeit mit vierachsiger Giebelseite des Wohnhauses und reicher Gestaltung ist bau- und wirtschaftsgeschichtlich von Bedeutung. Das Wohnstallhaus ist ein Putzbau mit Porphyrtuffgewänden an Fenstern und Türen, die Eingangstür mit gerader Bedachung. Wirksam ist vor allem die vierachsige Giebelseite mit reicher Gestaltung, u. a. mit Rosetten im Giebel und unter den Fensterbedachungen. Die Scheune ist ein stattlicher verputzter Bruchsteinbau mit großer korbbogiger Tordurchfahrt.        | 09259877 |
| Direkt Bild zu diesem Denkmal hochladen | Häuslerhaus                                         | Zur Furt 5 (Karte)           | Um 1820               | Ein kleines Häusleranwesen mit Fachwerk-Obergeschoss und Krüppelwalmdach, sozialgeschichtlich von Bedeutung. | 09256761 |

## Tabellenlegende
- Bild: Bild des Kulturdenkmals, ggf. zusätzlich mit einem Link zu weiteren Fotos des Kulturdenkmals im Medienarchiv Wikimedia Commons. Wenn man auf das Kamerasymbol klickt, können Fotos zu Kulturdenkmalen aus dieser Liste hochgeladen werden:
- Bezeichnung: Denkmalgeschützte Objekte und ggf. Bauwerksname des Kulturdenkmals
- Lage: Straßenname und Hausnummer oder Flurstücknummer des Kulturdenkmals. Die Grundsortierung der Liste erfolgt nach dieser Adresse. Der Link (Karte) führt zu verschiedenen Kartendiensten mit der Position des Kulturdenkmals. Fehlt dieser Link, wurden die Koordinaten noch nicht eingetragen. Sind diese bekannt, können sie über ein Tool mit einer Kartenansicht einfach nachgetragen werden. In dieser Kartenansicht sind Kulturdenkmale ohne Koordinaten mit einem roten bzw. orangen Marker dargestellt und können durch Verschieben auf die richtige Position in der Karte mit Koordinaten versehen werden. Kulturdenkmale ohne Bild sind an einem blauen bzw. roten Marker erkennbar.
- Datierung: Baubeginn, Fertigstellung, Datum der Erstnennung oder grobe zeitliche Einordnung entsprechend des Eintrags in der sächsischen Denkmaldatenbank
- Beschreibung: Kurzcharakteristik des Kulturdenkmals entsprechend des Eintrags in der sächsischen Denkmaldatenbank, ggf. ergänzt durch die dort nur selten veröffentlichten Erfassungstexte oder zusätzliche Informationen
- ID: Vom Landesamt für Denkmalpflege Sachsen vergebene, das Kulturdenkmal eindeutig identifizierende Objekt-Nummer. Der Link führt zum PDF-Denkmaldokument des Landesamtes für Denkmalpflege Sachsen. Bei ehemaligen Kulturdenkmalen können die Objektnummern unbekannt sein und deshalb fehlen bzw. die Links von aus der Datenbank entfernten Objektnummern ins Leere führen. Ein ggf. vorhandenes Icon  führt zu den Angaben des Kulturdenkmals bei Wikidata.